# Ай-Васил (Ялта)
Ай-Васи́л (крим. Ay Vasıl, з 1945 року — Василівка) — місцевість у місті Ялті, колишнє село. Зараз район міста на північ від шосе Н19 Севастополь — Ялта, в ущелині по правому березі річки Дерекойка.

## Опис
Мікрорайон приватної забудови.
Збереглася мечеть Ай-Василь Орта-Джамі.
Основні вулиці: Ізобільна, Дмитра Ульянова, Адаманова, Казанцева, Гірська, Субхі, Рєпіна, Ялибойська, Джафера Сейдамета, Просмушкиних, Донська.

## Історія
Кримськотатарські села Дерекой і Ай-Васил складали насамперед одне грецьке селище Св. Василя, від якого тільки збереглися руїни невеликої, грецької церкви і в ній, при розкопах, було знайдено напис, що вказує, що вона була побудована в XV столітті.
Впевше селище згадується у 1787 році, коли перед російсько-турецькою війною 1787—1792 років провадилося виселення кримських татар із прибережних селищ у внутрішні райони півострова. Наприкінці 1787 року з Ай-Василя було виведено всіх жителів — 122 душі. Наприкінці війни, 14 серпня 1791 року, всім було дозволено повернутися на місце колишнього проживання.
За «Відомістю про всі селища в Сімферопольському повіті, що перебувають з показанням в якій волості скільки числом дворів і душ …» від 9 жовтня 1805 року, в селі Ай-Васил було 30 дворів і 163 жителя, виключно кримських татар.
Наприкінці XIX — початку XX століття було заселене в основному кримськими татарами, тут було цілих три мечеті, по одній на махаллю. Назви мечетей відповідали назвам махалей: Юкари-Джамі (верхня), Орта-Джамі (середня) та Ашаги-Джамі (нижня).
Під час відомого землетрусу 1927 року в селі із 370 будинків постраждало 145, 25 було повністю зруйновано, 42 сильно пошкоджено.
У 1944 році 18 травня кримські татари були депортовані до Центральної Азії, 12 серпня 1944 року було прийнято постанову № ГОКО-6372с «Про переселення колгоспників у райони Криму», яким з Ростовської області РРФСР у район переселялися 3000 сімей колгоспників.
Указом Президії Верховної Ради РРФСР від 21 серпня 1945 року Ай-Васил був перейменований на Василівку.
До 1968 року Василівку включили до складу Ялти, на сьогоднішній день місцевість вважається мікрорайоном.

## Галерея

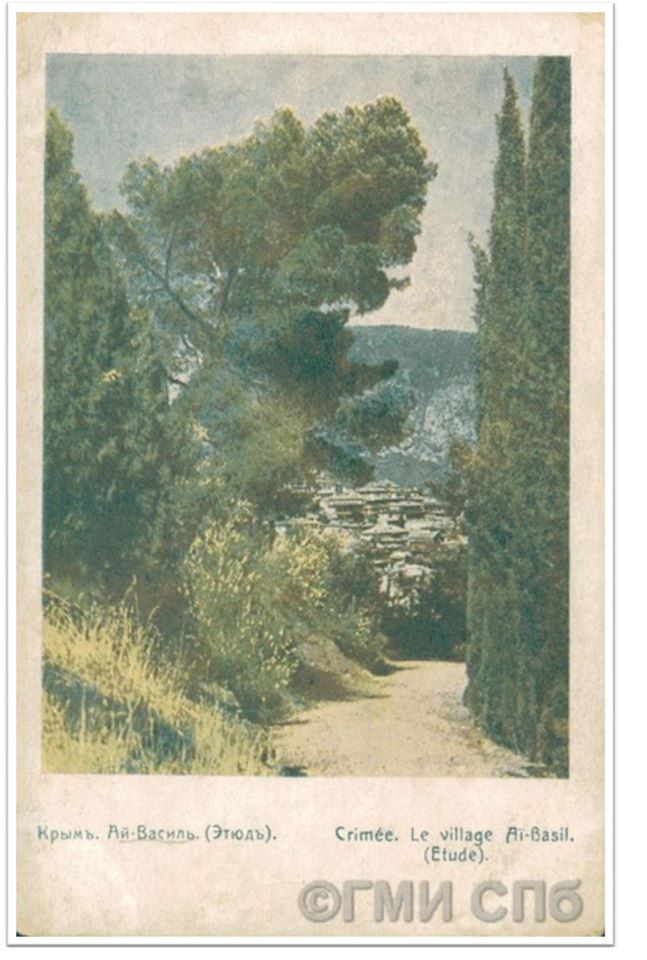
С.М. Прокудін-Горський. Крим. Ай-Василь (Етюд), 1904
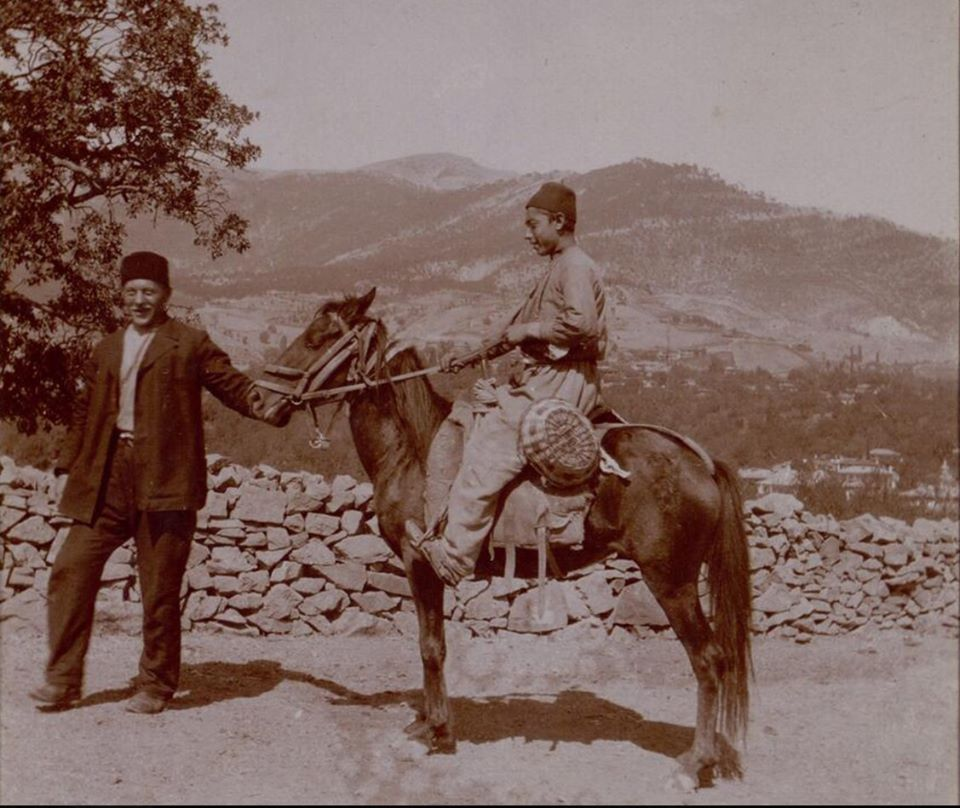
Село Ай-Васил, Крим. Фото Joseph Berthelot de Baye (1853 – 1931), 1905 р.
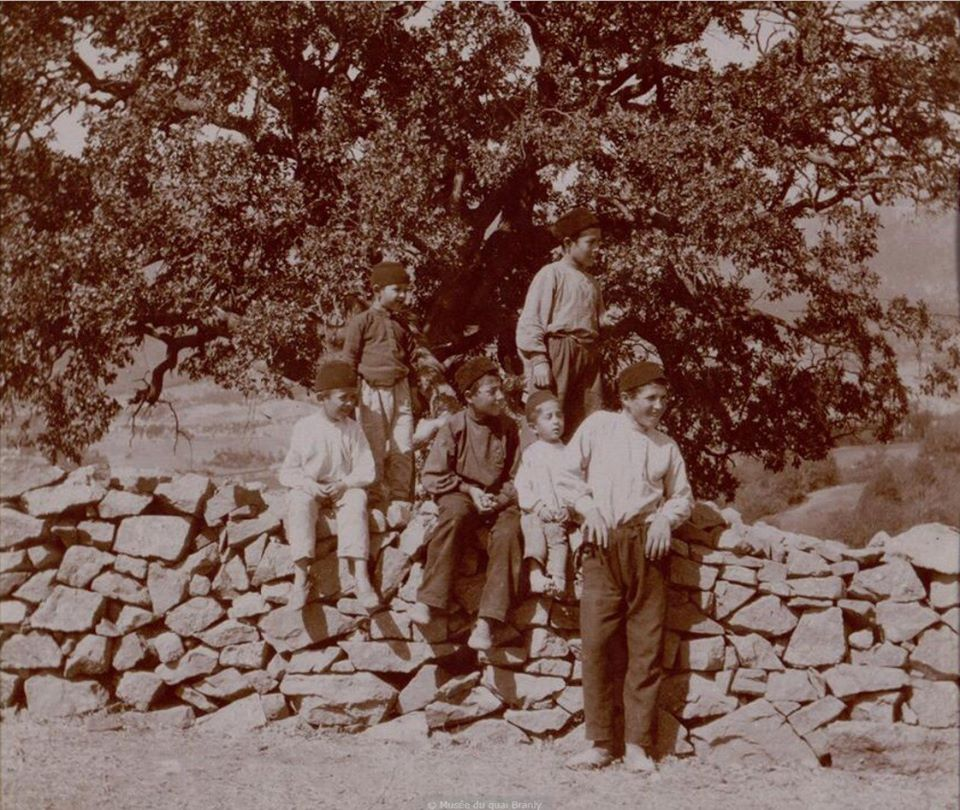
Село Ай-Васил, Крим. Фото Joseph Berthelot de Baye (1853 – 1931), 1905 р.
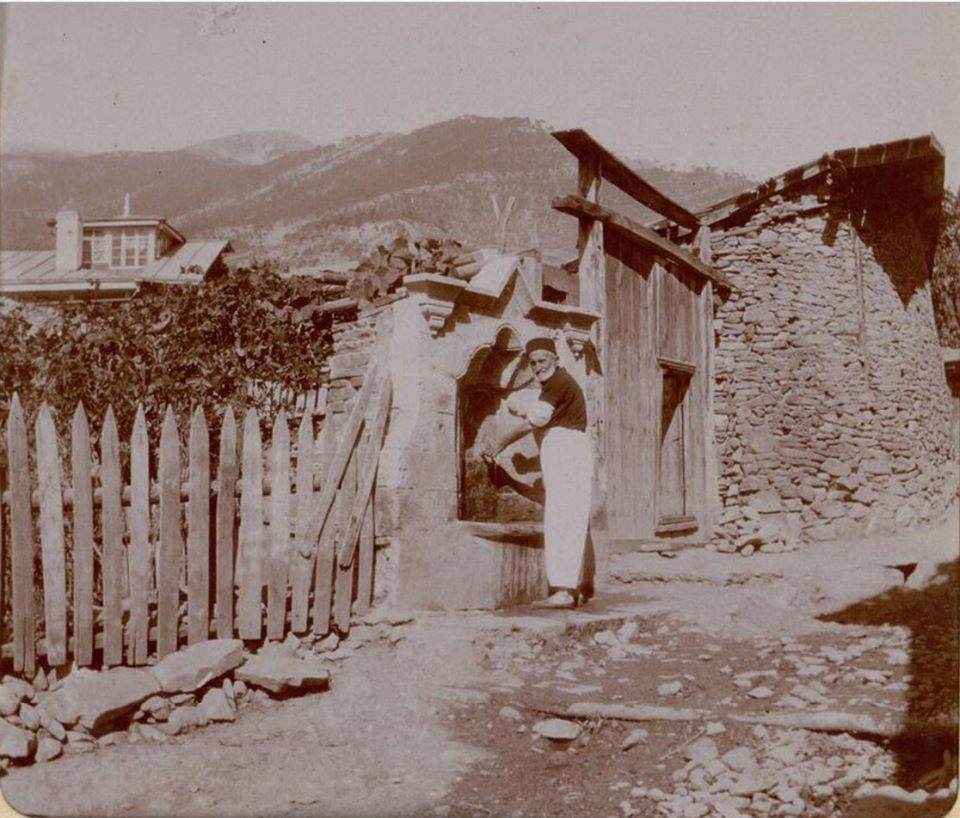
Село Ай-Васил, Крим. Фото Joseph Berthelot de Baye (1853 – 1931), 1905 р.
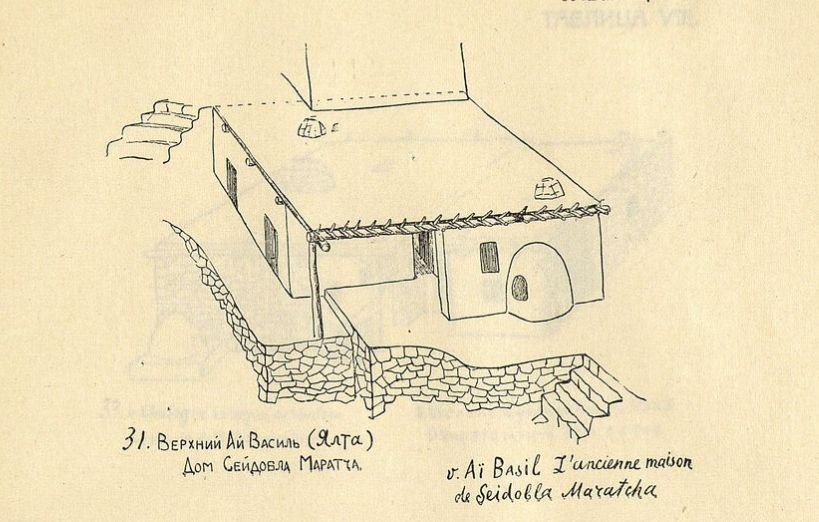
Малюнок будинку в селі Ай-Василь, 1924 рік
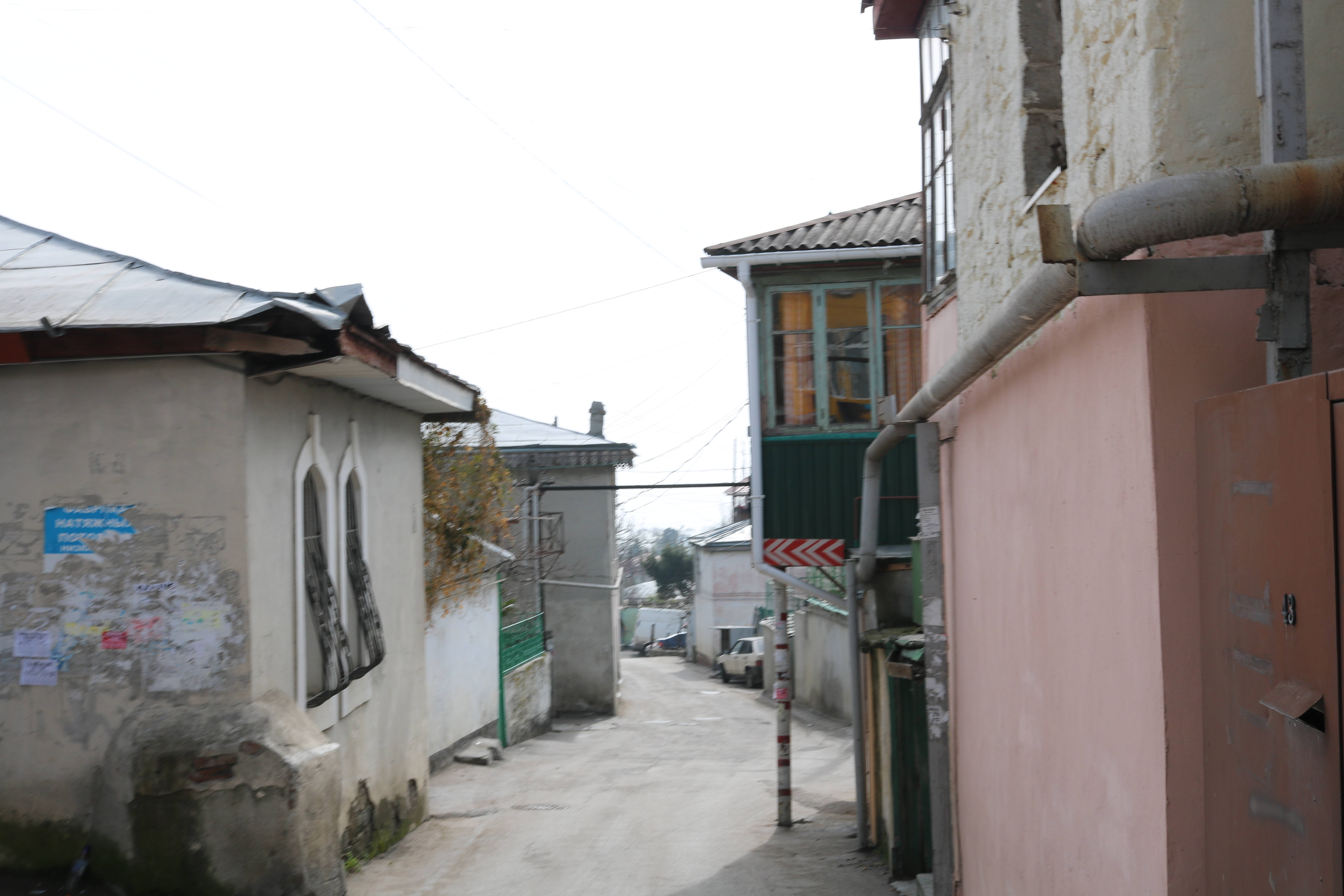
вул. Дмитра Ульянова, 2016
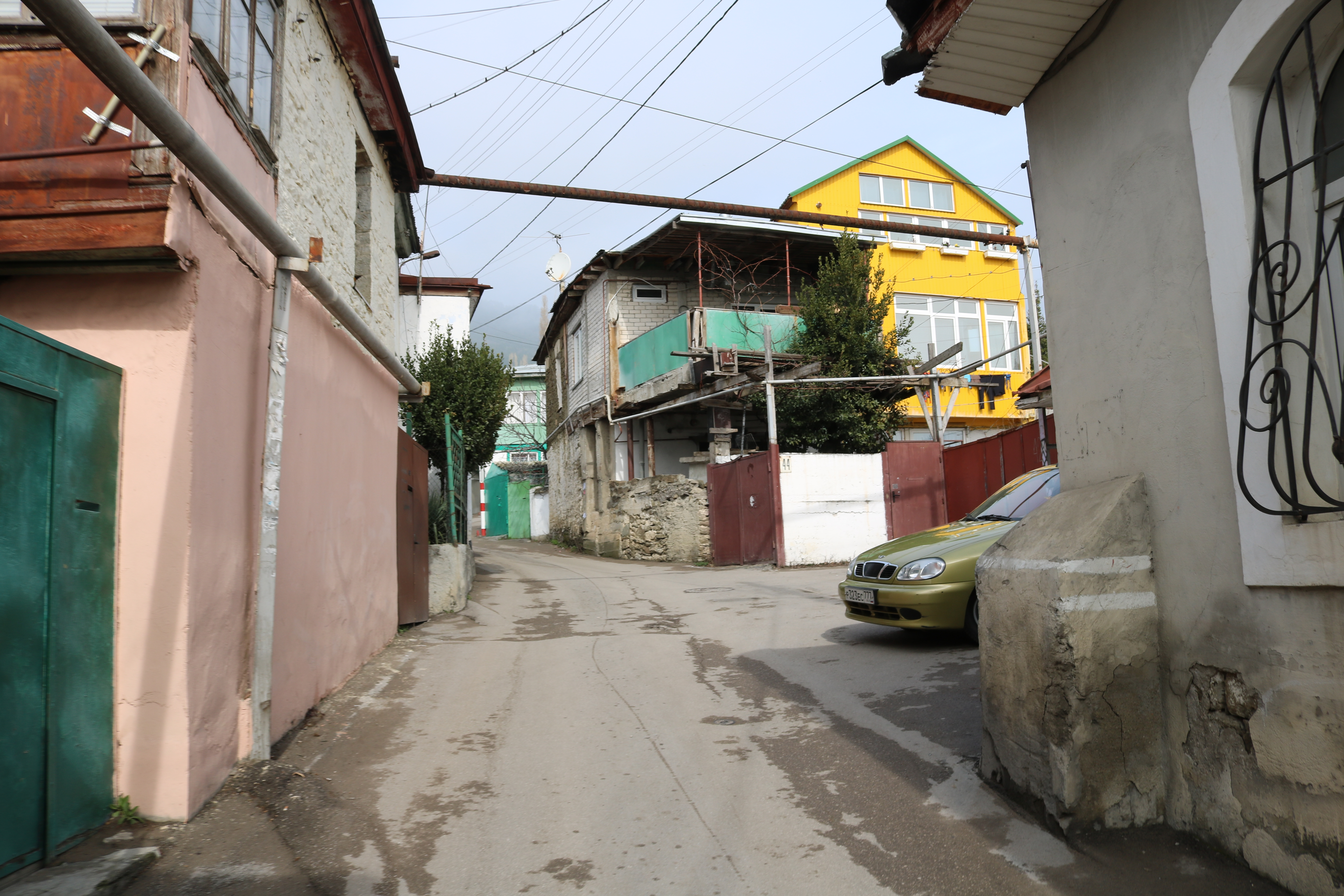
вул. Дмитра Ульянова, 2016
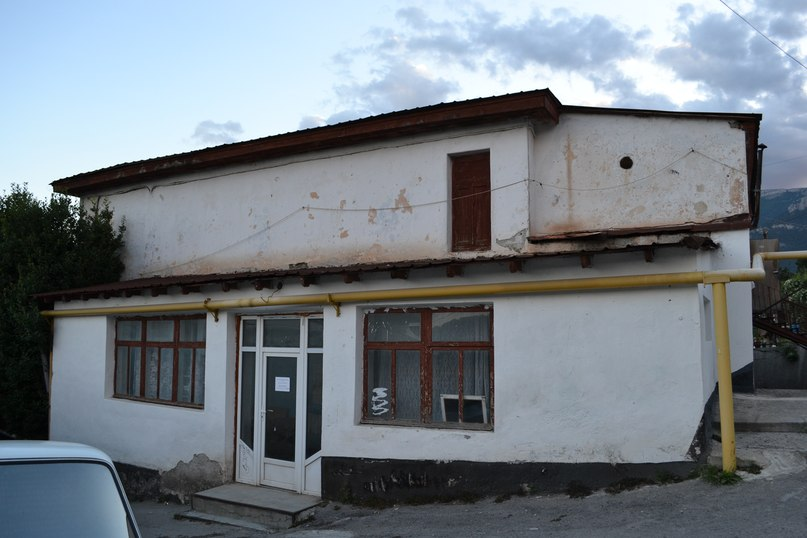
Ай-Василь Орта-Джамі, в колишньому селі Ай-Васил.